# Рабочий посёлок имени М. И. Калинина
и́мени М. И. Кали́нина — рабочий посёлок (посёлок городского типа) в Нижегородской области России.
Входит в Ветлужский район, в составе которого представляет собой административно-территориальное образование (рабочий посёлок) и одноимённое муниципальное образование рабочий посёлок имени М. И. Калинина со статусом городского поселения как единственный его населённый пункт (в 2004—2022).
Население — 1763 чел. (2021).

## География
Расположен на реке Вол в месте впадения в неё реки Вывож на крайнем севере области, в 45 км к северо-западу от города Ветлуга, в 47 км к юго-западу от Шарьи, в 275 км к северо-востоку от Нижнего Новгорода.
Имеется подъездная дорога от села Белышево (на автодороге Ветлуга — Варнавино). Ближайшие ж.-д. станции находятся в г. Урень Нижегородской области и в г. Шарья Костромской области.

## История
Посёлок образовался вокруг картонной фабрики в начале XX века на месте русской деревни Берёзовая Заводь. Купец Бердников был создателем картонной фабрики и владельцем этих земель с конца XIX века. Усадьба семьи Бердниковых находилась в селе Белышево. Картонная фабрика работала в полную силу с 1900 года до 2000 года.
Статус посёлка городского типа и название им. М. И. Калинина с 1938 года.
В 1944—1957 годах был центром Калининского района.
С 1957 года — административно-территориальное образование (рабочий посёлок) Ветлужского района, в 2004—2022 годах — муниципальное образование в статусе городского поселения.

## Население
| 1999  | 2002  | 2007  | 2008  | 2009  | 2010  | 2011  | 2012  | 2013  |
| ----- | ----- | ----- | ----- | ----- | ----- | ----- | ----- | ----- |
| 3076  | ↘2796 | ↘2510 | →2510 | ↘2476 | ↘2332 | ↘2319 | ↘2255 | ↘2187 |
| 2014  | 2015  | 2016  | 2017  | 2018  | 2019  | 2020  | 2021  |       |
| ↘2144 | ↘2115 | ↘2072 | ↘2053 | ↘2012 | ↘1963 | ↘1923 | ↘1763 |       |

## Экономика
Картонная фабрика «Заветлужье», которая на данный момент не работает. ООО «Хлебозавод» так же не работает.